# Gale Henry
Gale Henry (15 de abril de 1893 – 17 de junho de 1972) foi uma atriz de cinema estadunidense que iniciou sua carreira na era muda e atuou em mais de 230 filmes entre 1914 e 1933, na grande maioria comédias curtas. Considerada uma das primeiras comediantes estadunidenses, na época referida e creditada como “the elongated comedienne” (“comediante alongada”), chegou a ser sugerido que ela servira de modelo para Olive Oil (“Olívia Palito” no Brasil) da história em quadrinhos Popeye. Gale foi, também, roteirista de vários de seus filmes.

## Carreira

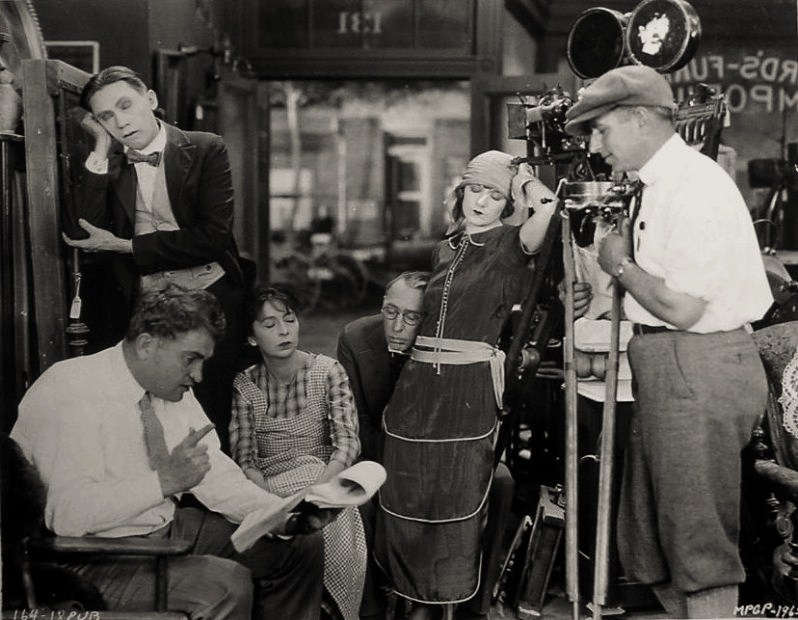
O diretor Edward F. Cline (com o script), Victor Potel, Gale Henry, Tully Marshall, Viola Dana e o cinegrafista John Arnold no set de Along Came Ruth (1924).

Gale começou como cantora para a Temple Opera Company no Century Theatre, em Los Angeles, em 1911. Assinou com a Joker Comedy, da Universal Pictures, em 1914, e o primeiro filme em que atuou foi The Midnight Alarm, naquele ano, para a Universal. A partir de então, nos anos 1914 e 1915, estrelou para a companhia uma série de comédias curtas, de 10 minutos, dirigidas por Allen Curtis e ao lado de atores como Louise Fazenda, Billy Franey e Augustus Carney. Em 1915 atuou em um seriado, na verdade uma série de comédias curtas para o produtor independente Pat Powers, da Powers Picture Plays, intitulada Lady Baffles and Detective Duck (1915), e em 1916 e 1917 continuou a atuar pela Universal. A partir de 1918, atuou também em comédias pela Nestor Film Company.
Em 1918, deixou a Universal, formando a Model Comedy Company, com comédias dirigidas por seu então marido, Bruno C. Becker, que foram feitas nas instalações localizadas no Santa Monica Boulevard e que foram distribuídas pela Bulls Eye Corporation. Alguns filmes então produzidos foram The Detectress (1919) e Her First Flame (1919). Em 1920, quando a Bulls Eye faliu e passou a fazer parte da Reelcraft Pictures Corporation, Gale descontinuou a série.
Em meados de 1920, Gale tinha atuado em papeis coadjuvantes, interpretando solteironas, velhas senhoras e harpias em filmes para Joe Rock e Al Christie. Nos anos 1920, trabalhou em alguns pequenos papeis para companhias como a MGM, no filme Held to Answer (1923), para a Paramount Pictures, no filme Open All Night (1924), e também para a Universal, no filme The Wild West Show (1928), esse ao lado de Hoot Gibson. Ela fez um retorno bem sucedido no final da década, co-estrelando filmes de Charley Chase feitos por Hal Roach, entre as quais os papeis mais memoráveis foram His Wooden Wedding (1925) e Mighty Like a Moose (1926). Ela também teve um papel notável em Merton of the Movies (1924).
Detalhes pessoais de sua vida não são claros, mas, quando Becker morreu em 1926, Gale casou com o treinador de animais Henry East, que já trabalhara na MGM. Assim, ela teve uma carreira secundária como co-proprietária dos canis East.
Gale Henry e seu marido, Henry East, começaram um serviço de treinamento de cães para filmes. Espalhado por dois hectares na orla de Hollywood, os canis East treinaram os cães mais célebres do cinema, incluindo Skippy, o terrier nascido em 1931 que atingiu o estrelato como Asta em The Thin Man, em 1934, e suas seqüências.
Com o advento do cinema sonoro, Gale ainda fez alguns pequenos papeis. O último filme foi Luncheon at Twelve, em 1933, uma comédia curta-metragem ao lado de Charley Chase.

## Vida pessoal
Casou com o diretor Bruno C. Becker e posteriormente com o treinador Henry East.
Gale faleceu em 17 de junho de 1972, sendo sepultada no Palmdale Cemetery.

## Filmografia parcial
- The Midnight Alarm (1914)
- Well! Well! (1914)
- Hubby's Cure (1915)
- Schultz's Lady Friend (1915)
- Right Off the Reel (1915)
- Her First Flame (1919)
- Lady Baffles and Detective Duck (1915)
- Lemonade Aids Cupid (1916)
- Love in Suspense (1917)
- Cave Man Stuff (1918)
- The Wild Woman (1919)
- Her First Flame (1920)
- The Hunch (1921)
- Quincy Adams Sawyer (1922)
- Held to Answer (1923)
- Along Came Ruth (1924)
- Merton of the Movies (1924)
- Open All Night (1924)
- Youth's Gamble (1925)
- His Wooden Wedding (1925)[10]
- Declassee (1925)
- Mighty Like a Moose (1926)
- Two-Time Mama (1927)
- Love 'em and Weep (1927) [11]
- The Wild West Show (1928)
- Darkened Rooms (1929)
- Skip the Maloo! (1931)
- Mr. Bride (1932)
- Luncheon at Twelve (1933)